# Андронівський заказник
Андро́нівський зака́зник — загальнозоологічний заказник місцевого значення в Україні. Розташований у межах Старокостянтинівської міської громади Хмельницького району Хмельницької області, на північний схід від села Андронівка.
Площа 55,2 га. Статус присвоєно згідно з рішенням обласної ради від 1.11.1996 року № 2. Перебуває у віданні ДП «ХОСЛАП Хмельницькоблагроліс».
Статус надано з метою збереження природного комплексу — частини лісового масиву, де переважають дубові насадження.